# Ravageurs du pois
Les ravageurs du pois sont les organismes animaux qui parasitent les cultures de pois ou s'en nourrissent. Ce sont généralement des insectes, mais d'autres classes d'animaux sont concernées, notamment des nématodes (vers ronds), des mollusques (limaces) et des vertébrés (oiseaux).

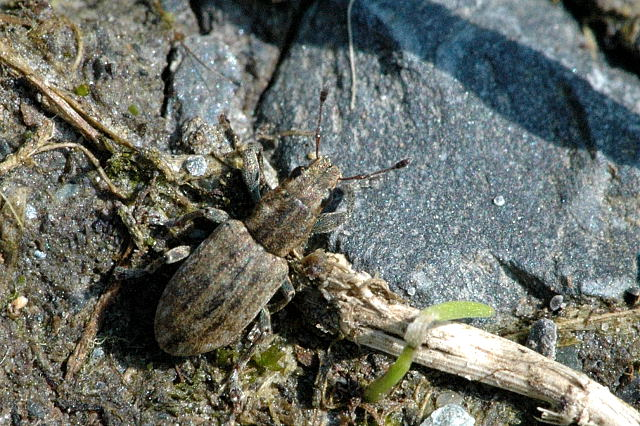
Sitone du pois

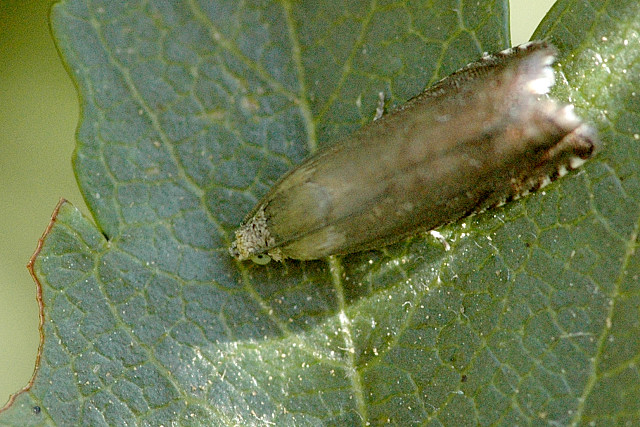
Tordeuse du pois

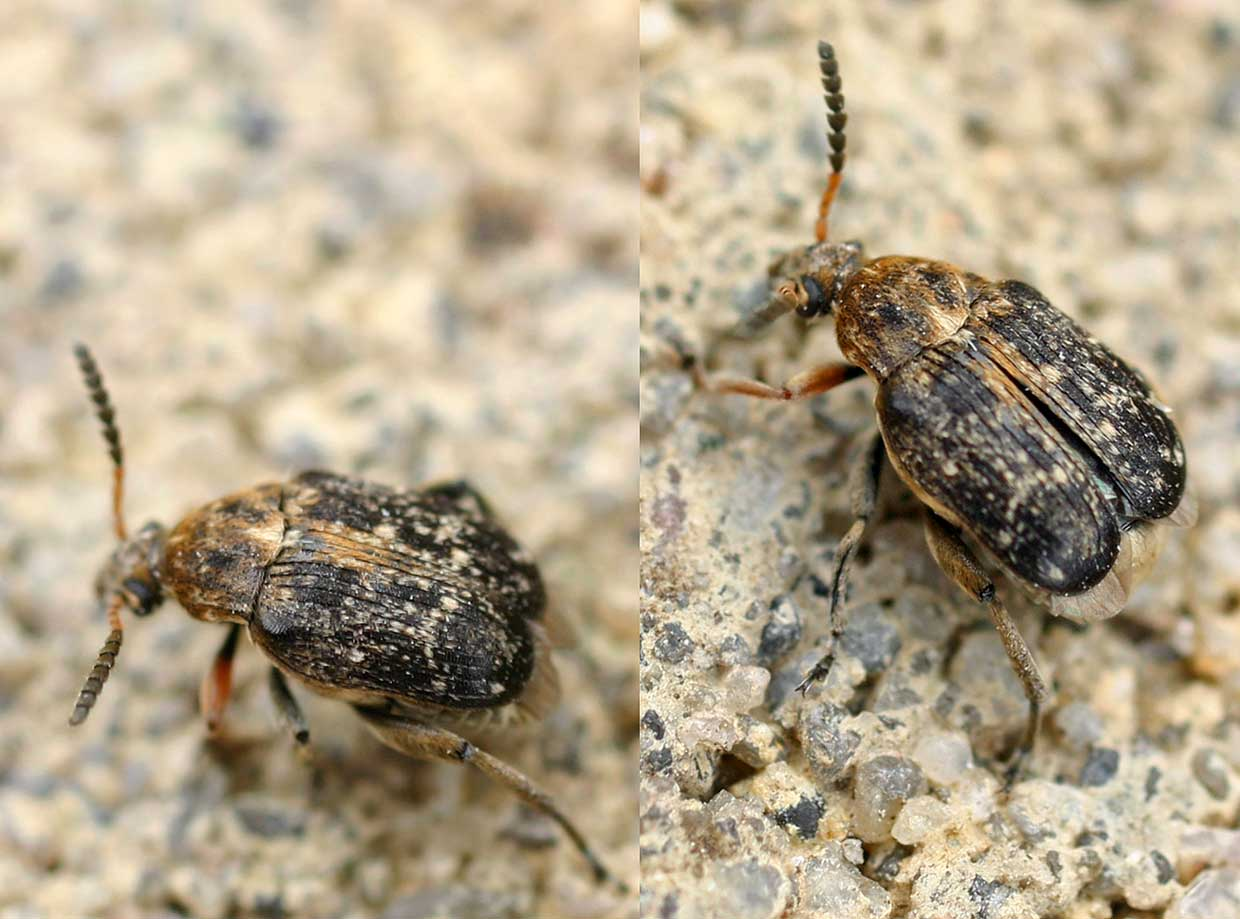
Bruche du pois

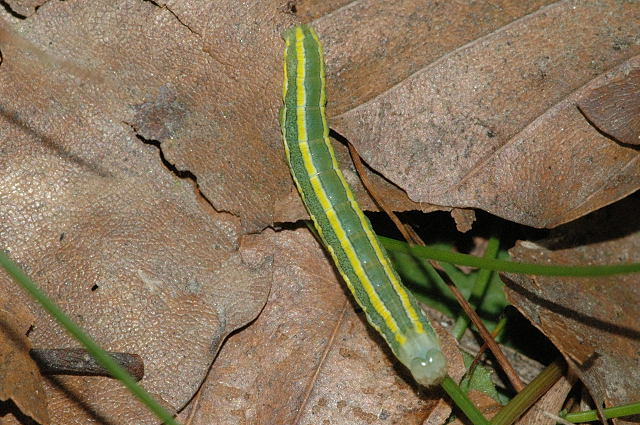
Chenille de noctuelle du pois

De nombreux insectes ravageurs attaquent les cultures de pois à leurs différents stades,.

## Insectes

### Coléoptères
Le sitone du pois (Sitona lineatus) est un petit coléoptère qui dévore le limbe des feuilles en faisant des encoches semi-circulaires sur le bord et dont la larve ronge les racines et les nodosités, affaiblissant ainsi les plantes.
La bruche du pois (Bruchus pisorum) est un petit coléoptère qui pond dans les gousses en formation et dont les adultes se développent dans les grains mûrs et secs, en sortant par un trou circulaire. Ce ravageur n'est pas spécifique du pois. Contrairement à la bruche du haricot, il ne se reproduit pas dans les grains entreposés. Il existe aussi une bruche tropicale du pois (Zabrotes subfasciatus Boh.) originaire d'Amérique du sud, qui se reproduit dans les grains secs de plusieurs espèces de légumineuses.

### Diptères
La cécidomyie du pois (Contarinia pisi) est un diptère qui provoque la formation de galles dans les fleurs qui avortent.

### Hémiptères
Le puceron vert du pois (Acyrthosiphon pisum) pique feuilles et stipules et peut causer des dégâts en cas de pullulation. Il est aussi le vecteur de diverses maladies virales.

### Lépidoptères
La tordeuse du pois (Cydia nigricana) (Lépidoptère) se manifeste par sa chenille jaunâtre à tête noir d'environ 15 mm qui vit dans les grains et peut en dévorer plusieurs successivement. Cet insecte ne peut accomplir son cycle complet que dans les cultures de pois secs.
Les pois sont susceptibles d'être attaqués par les chenilles défoliatrices de plusieurs espèces de noctuelles : la noctuelle du pois (Melanchra pisi L.), la noctuelle potagère (Lacanobia oleracea L.), la noctuelle gamma (Autographa gamma L.), la noctuelle à point blanc (Pseudaletia unipuncta L.).

### Thysanoptères
Le thrips du pois (Franklinellia robusta) et le thrips du lin et des céréales (Thrips angusticeps) sont de minuscules  insectes piqueurs (taille de 1 mm) qui attaquent fleurs et gousses et dont les larves se développent dans les gousses. Elles provoquent dessèchement et rabougrissement des plantes.

## Autres ravageurs
Des nématodes sont susceptibles d'attaquer le système racinaire, tandis que des oiseaux, notamment les corbeaux freux et les pigeons ramiers, peuvent provoquer des dégâts sur les semis en déterrant graines et jeunes plantules, mais aussi piller les gousses arrivant à maturité.